# Palazzo Vestri
Palazzo Vestri è l'edificio civile più imponente tra quelli situati in piazza Duomo a Prato, davanti al pulpito di Donatello e alla cattedrale.

## Storia
Ha assunto le forme attuali durante la ristrutturazione del 1820-1830 a cura dell'architetto Giuseppe Valentini, sorge al posto dell'antica chiesa di San Giovanni Rotondo. Di quest'ultima si conserva in duomo l'antico fonte battesimale. La chiesa, sconsacrata nel XVIII secolo, aveva assunto durante l'800 la funzione di posta dei cavalli. L'edificio in seguito è stato utilizzato come albergo col nome Locanda Caciotti e Stella d'Italia fino al 2001 quando l'immobile è tornato nella disponibilità della proprietà.
l restauro del Novecento vide la realizzazione del grande salone e la decorazione di alcuni ambienti per opera di Guido Dolci.
Dal 2008 al 2012 è stato nella disponibilità dalla Provincia di Prato che ha finanziato la totale ristrutturazione dell'edificio con un intervento di circa 4 milioni di euro.

### Curzio Malaparte e Palazzo Vestri
Dal fondo della mia camera, nella locanda del Caciotti, la Stella d'Italia, in Piazza Duomo, il mio sguardo è chiuso dal Monumento a Mazzoni, triumviro, con Guerrazzi e Montanelli della Repubblica toscana del 1849, e pratese come me. (Da Curzio Malaparte, Maledetti Toscani)
E' stato sempre il mio sogno, fin da bambino, quello di passare una notte, almeno una notte nella Stella d'Italia. 
(Da Curzio Malaparte, Maledetti Toscani)

## Descrizione
La facciata è formata da sei assi di aperture su tre piani, ha spigoli a bugnato liscio ed è conclusa da un robusto cornicione a dentelli. Le aperture rettangolari superiori sono sormontate da cornici lineari, mentre i portali inferiori sono in bugnato e sormontate da timpani triangolari.

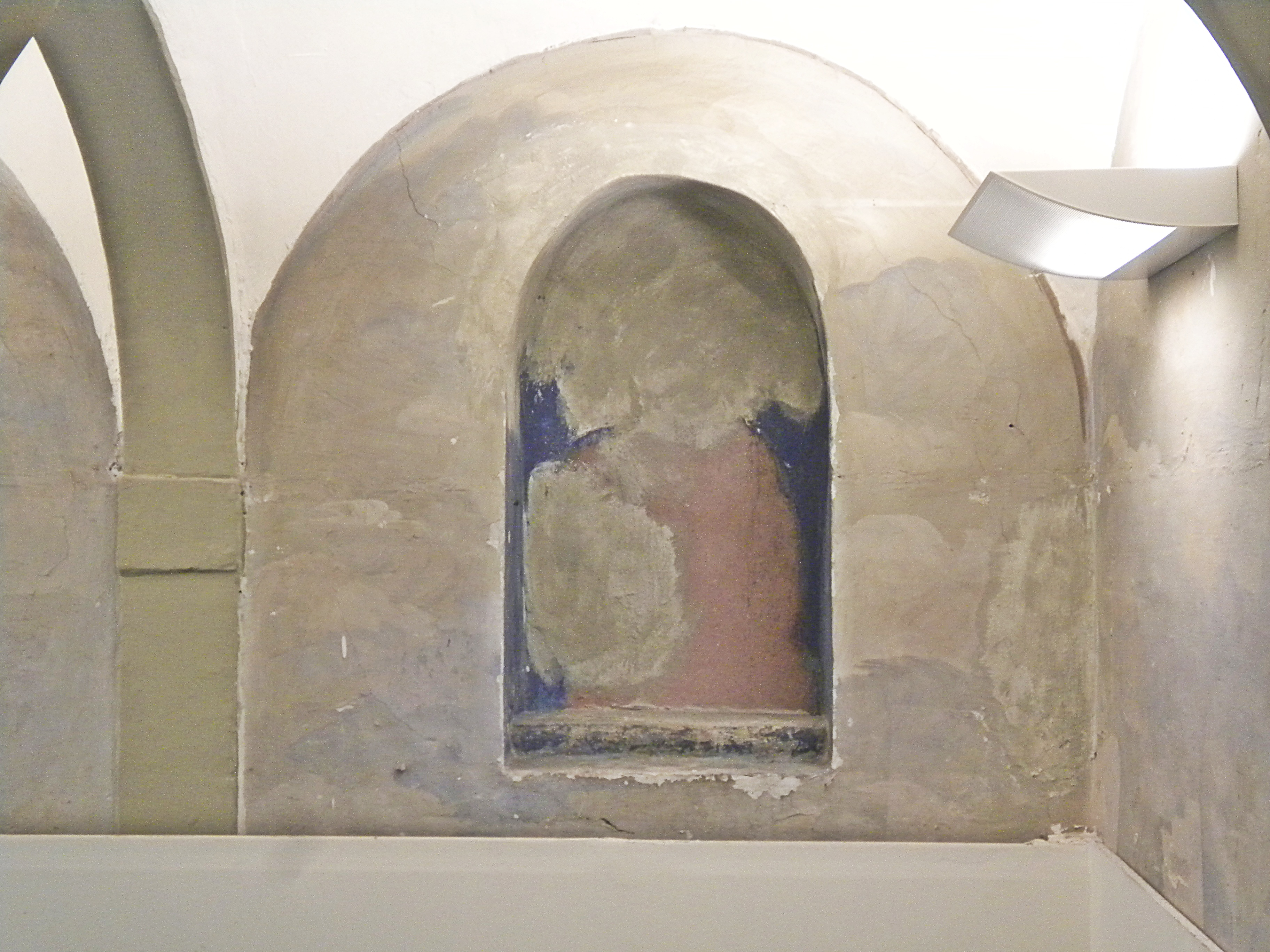
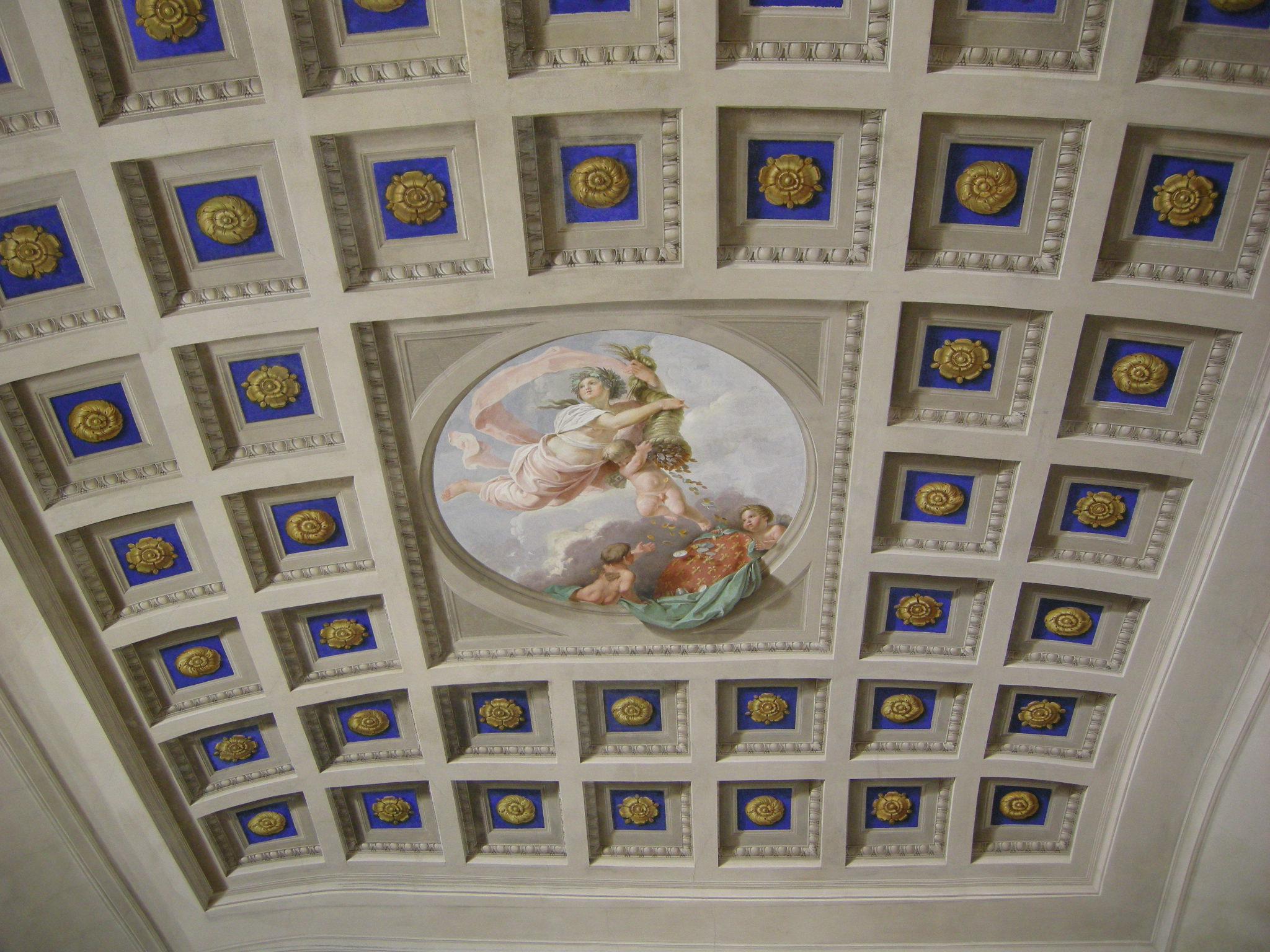
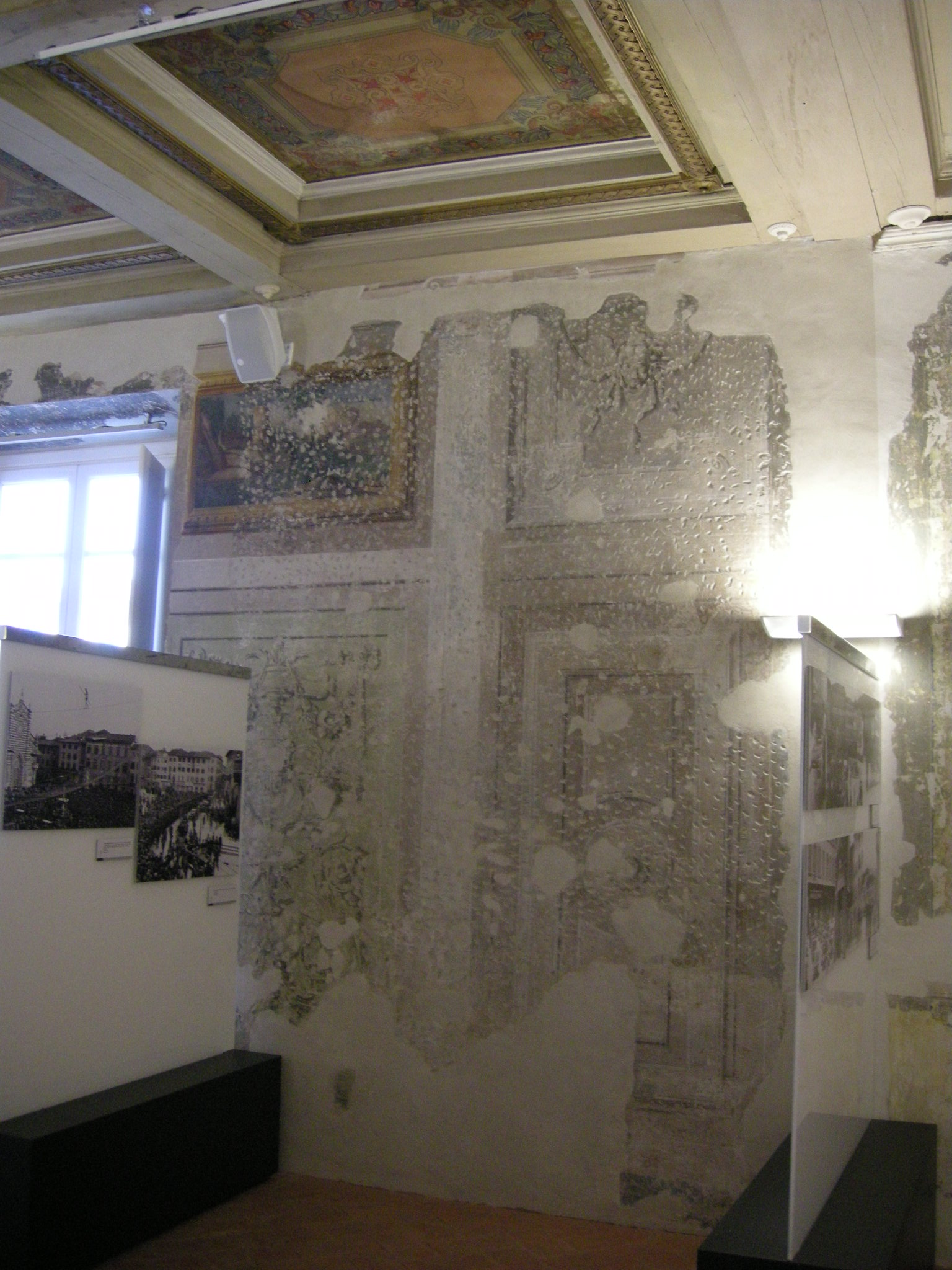
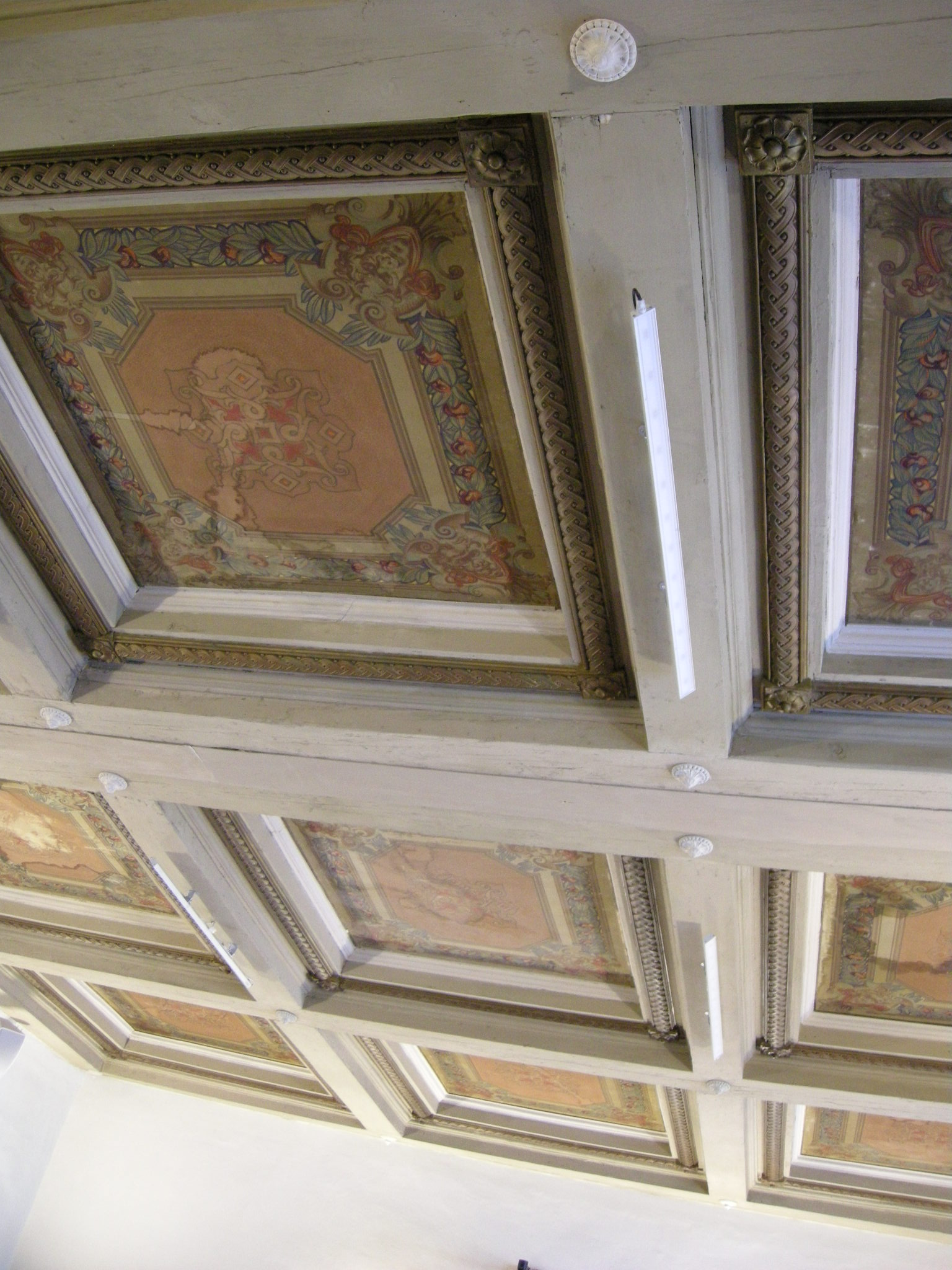